# 関戸薫子
関戸 薫子（せきど かおるこ、1959年12月22日 - ）は、日本の実業家。株式会社セキド代表取締役社長、関戸興産代表取締役を歴任。

## 来歴
東京都出身。1984年、駒澤大学法学部卒業。2006年、セキド入社。2009年、常務執行役員トレーニングマネージャー。2010年2月、常務執行役員経営企画室担当ファッション事業部スーパーバイザー・トレーニングマネージャー 。2010年5月、取締役常務執行役員経営企画室担当ファッション事業部スーパーバイザー・トレーニングマネージャー 。
2010年11月26日、セキド（東証第二部）代表取締役社長（COO最高執行責任者）に就任。
2012年2月24日、取締役。有限会社関戸興産代表取締役を務める。